# Scytalopus opacus
Scytalopus opacus là một loài chim trong họ Rhinocryptidae.